# USS Tallahassee (CL-116)
USS Tallahassee (CL-116) był amerykańskim lekkim krążownikiem typu Fargo.
Stępka okrętu została położona 31 stycznia 1944 w Newport News w stoczni Newport News Shipbuilding and Drydock Co, ale w związku z postępem walk w czasie II wojny światowej, kontrakt na budowę okrętu został anulowany 12 sierpnia 1945, a kadłub został złomowany na pochylni.